# Leuchtturm Russarö
Der Leuchtturm Russarö (schwedisch Russarö fyr, finnisch Russarön majakka; früher auch schwedisch Hangöudds båk) ist ein Leuchtturm auf der Insel Russarö südlich von Hanko. Er kennzeichnet die Hafenzufahrt nach Hanko. Der Leuchtturm wird auf Grund seiner Lage etwa 5 Kilometer südlich des Hafens von Hanko auch „Leuchtturm Hanko“ genannt und war von 1838 bis 1949 mit Personal besetzt.

## Geschichte

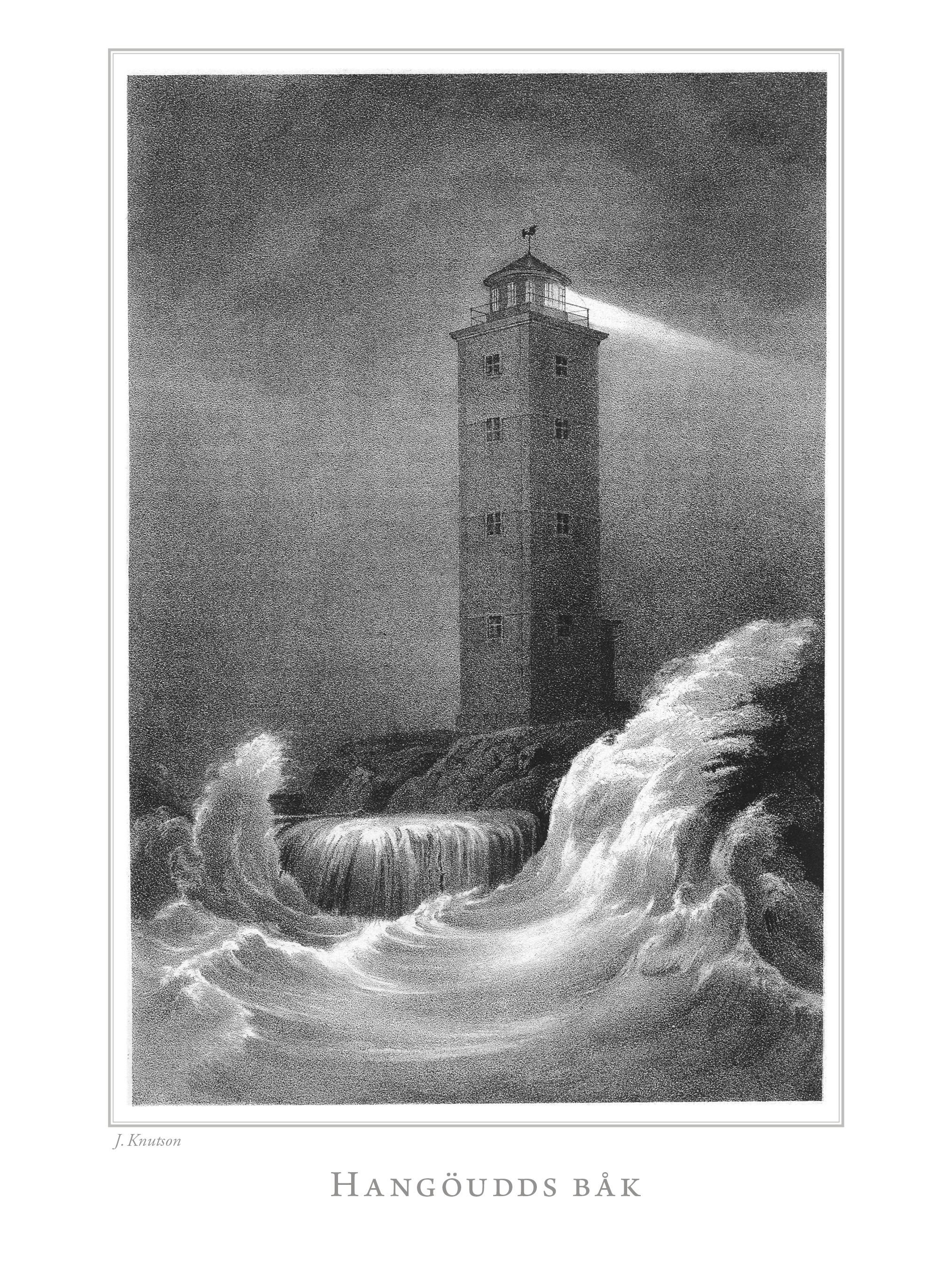
Hangöudds båk illustriert in Finland framstält i teckningar

1752 – Finnland war in dieser Zeit Teil des Schwedischen Reiches – wurde ein sechseckiges hölzernes rotes Leuchtfeuer auf der Felseninsel Russarö vor der Landzunge Hangö (schwedisch Hangö udd) gebaut. Ein früher gebräuchlicher Name ist dieser Lage vor der Halbinsel entsprechend Hangöudds båk (wörtl. „Bake der Landzunge Hangö“). Die Insel Russarö hat nur einen schwedischen Namen, so wie das gesamte Südwestfinnland bis heute stark schwedischsprachig ist und schwedische Ortsnamen neben den finnischen offiziell gleichberechtigt verwendet werden, z. B. für die Halbinsel Hangö udd (finnisch Hankoniemi) oder die Hafenstadt Hangö (finnisch Hanko).
Während des Russisch-Schwedischen Krieges von 1808 bis 1809 wurde das Leuchtfeuer von russischen Truppen niedergebrannt. Zu Beginn des 19. Jahrhunderts stellte das Seeministerium des Russischen Kaiserreiches – zu dem Finnland jetzt gehörte – fest, dass sich in der Gegend viele Schiffsunfälle ereigneten. Die magnetischen Störungen im Gebiet Jussarö konnten dazu führen, dass der Kurs um bis zu eine Meile abwich. Daher errichteten die Russen auf Russarö 1816 ein zweites hölzernes achteckiges rotes Leuchtfeuer. 1827 genehmigte Zar Nikolai I. die Pläne für den Umbau des Leuchtfeuers in einen Leuchtturm. Daher wurde die Dachkonstruktion des alten Leuchtfeuers abgerissen und an seiner Stelle ein hölzernes Laternengebäude errichtet. Der Turm wurde mehrmals durch Stützkonstruktionen verstärkt und im Sommer 1838 wurde eine neue Beleuchtungsanlage im Turm installiert. Er erhielt eine achteckige Laterne mit vier Parabolspiegeln, die durch ein Uhrwerk bewegt wurden.
Während des Krimkrieges 1854 wurde die Leuchtturmspitze abgebaut und die Linsen wurden in Sicherheit gebracht. Nach dem Krieg wurde die Genehmigung zum Bau eines neuen Leuchtturms eingeholt. 1863 wurde der heutige fünfstöckige Leuchtturm aus Stein fertiggestellt. In diesem Zusammenhang erhielten der Leuchtturmwärter und seine drei Helfer ein eigenes, rot gestrichenes Holzwohngebäude mit fünf Zimmern. Der Leuchtturm ist damit einer der ältesten erhaltenen Leuchttürme Finnlands.
Das Licht des Fresnel-Linsensystems, eines der ersten in Finnland, war bis zu einer Entfernung von 12 Seemeilen zu sehen. Seine Bedeutung war in den 1870er Jahren wichtig, als Hanko Finnlands erster Winterhafen wurde und der Turm als erster in Finnland auch in den Wintermonaten in Betrieb war. 1877 wurde neben dem Turm ein Signalmast errichtet und 1884 eine Nebelkanone angeschafft, die im Nebel stets zwei Schüsse pro Minute abfeuerte. 1949 wurde der Turm elektrifiziert und ist seither unbemannt. 2014 wurde der Turm renoviert.

## Bauwerk
Der aus Ziegeln auf einem Granitsockel errichtete Leuchtturm hat eine achteckige Form und umfasst fünf Stockwerke. Die oberste Etage verfügt über eine gewölbte Decke. Der Sockel ist natursteinfarben-braun, der Turm selbst rot.

## Zugänglichkeit
Die Insel Russarö wird von den finnischen Streitkräften genutzt und ist an festgelegten Tagen nur eingeschränkt für die Öffentlichkeit zugänglich und nur finnischen Staatsbürgern vorbehalten.